# Victoire Berteau
Victoire Berteau (Lambres-lez-Douai, 16 augustus 2000), is een Frans baan- en wegwielrenster die anno 2023 rijdt voor de Franse wielerploeg Cofidis.

## Carrière
In 2018 won Berteau de Gent-Wevelgem editie voor junioren, het jaar erna ging ze rijden voor de Belgische ploeg Doltcini-Van Eyck Sport. Tot en met 2021 was ze actief bij deze ploeg. In 2023 behaalde ze haar grootste zege bij het wielrennen op de weg, ze won de wegwedstrijd op het Frans kampioenschap wielrennen.

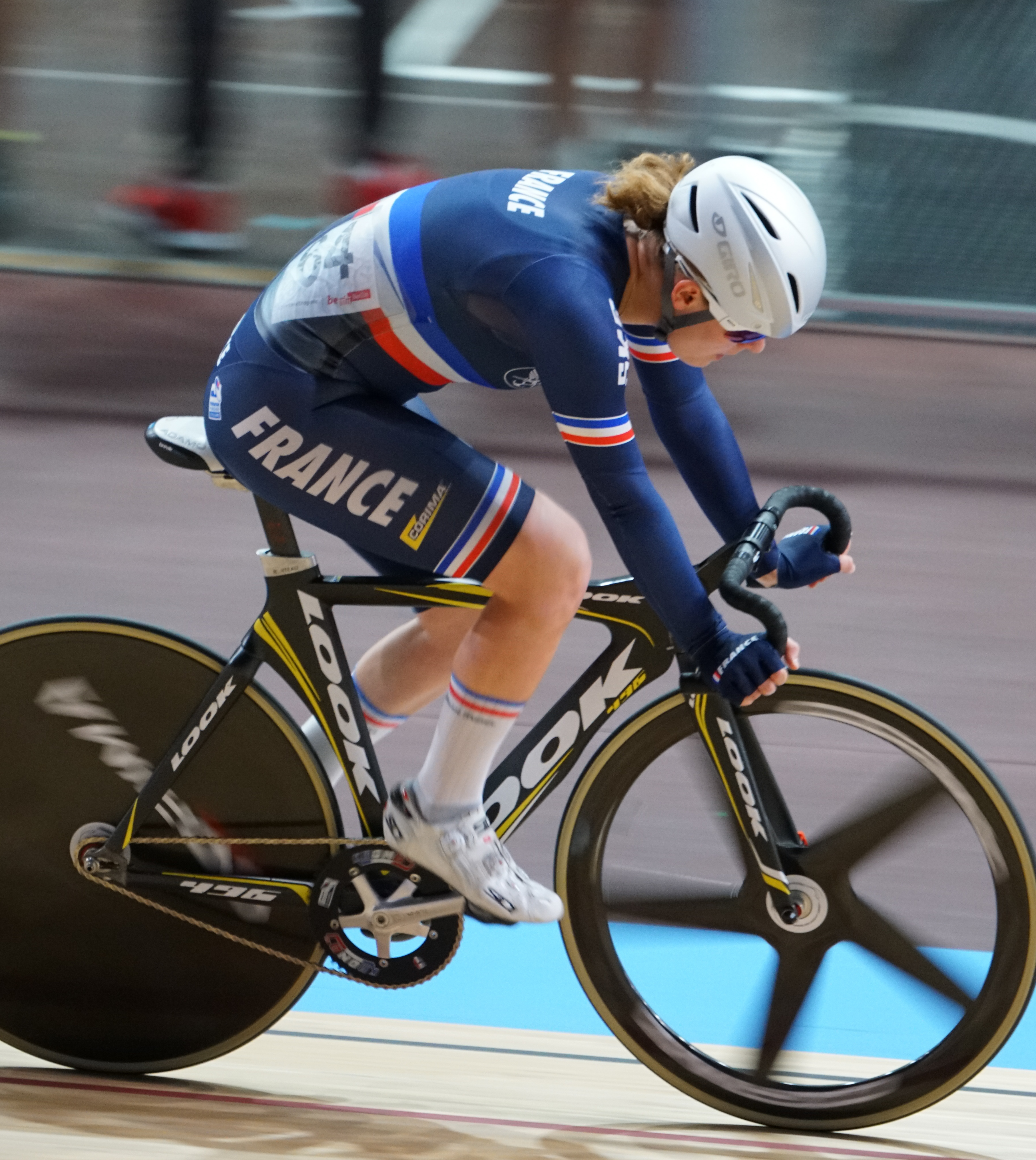
Tijdens het WK baanwielrennen 2020.

Bij het baanwielrennen won Berteau meerdere medailles in 2019 en 2023 op het Nationale kampioenschap. Ook op de Europese kampioenschappen en bij de wereldkampioenschappen won ze meerdere medailles. Zo won ze in 2023 met Clara Copponi een bronzen medaille bij de koppelkoers.
In 2021 was ze actief op de Olympische Spelen op het onderdeel ploegenachtervolging. Samen met Marion Borras, Coralie Demay, Valentine Fortin en Marie Le Net eindigde ze als zevende. 

## Palmares

### Baanwielrennen
| Jaar | NK                                      | EK                                 | WK                                 | Overig                                                                       |
| ---- | --------------------------------------- | ---------------------------------- | ---------------------------------- | ---------------------------------------------------------------------------- |
| 2018 |                                         |                                    |                                    | Genève: · klassement                                                         |
| 2019 | puntenkoers · keirin · omnium · tijdrit |                                    |                                    | Aigle: · koppelkoers · omnium                                                |
| 2020 |                                         |                                    |                                    | Aigle: · koppelkoers · afvalkoers                                            |
| 2021 |                                         | omnium · koppelkoers               |                                    | Olympische Spelen: · 7e ploegenachtervolging · Aigle: · koppelkoers · omnium |
| 2022 |                                         | ploegenachtervolging · puntenkoers | ploegenachtervolging               | Aigle: · koppelkoers · omnium · puntenkoers                                  |
| 2023 | koppelkoers · puntenkoers · afvalkoers  | koppelkoers                        | koppelkoers · ploegenachtervolging | Aigle: · koppelkoers · puntenkoers · omnium · afvalkoers                     |
| 2024 | koppelkoers · afvalkoers · omnium       |                                    | koppelkoers                        |                                                                              |
| 2025 |                                         | koppelkoers                        |                                    |                                                                              |

### Wegwielrennen
2018
Gent-Wevelgem, junioren
2023
 Nationaal kampioen bij de wegwedstrijd, elite

### Resultaten in voornaamste wedstrijden
| Jaar | Ronde van Italië | Ronde van Frankrijk | Ronde van Spanje |
| ---- | ---------------- | ------------------- | ---------------- |
| 2020 |                  |                     |                  |
| 2021 |                  |                     |                  |
| 2022 | 68e              | 68e                 |                  |
| 2023 |                  |                     |                  |
| 2024 |                  | 66e                 |                  |
| 2025 |                  | 69e                 |                  |

| Jaar | Gent-Wevelgem | Ronde van Vlaanderen | Parijs-Roubaix |  | WK op de weg |
| ---- | ------------- | -------------------- | -------------- |  | ------------ |
| 2020 | opgave        |                      |                |  |              |
| 2021 |               | opgave               |                |  |              |
| 2022 | 56e           |                      | 17e            |  |              |
| 2023 | opgave        | 44e                  | 29e            |  | opgave       |
| 2024 | 14e           | 14e                  | 8e             |  |              |
| 2025 | 32e           |                      |                |  |              |

## Ploegen
- 2019 –  Doltcini-Van Eyck Sport
- 2020 –  Doltcini-Van Eyck Sport
- 2021 –  Doltcini-Van Eyck Sport-Proximus CT
- 2022 –  Cofidis
- 2023 –  Cofidis
- 2024 –  Cofidis
- 2025 –  Cofidis